# Gulkronad barbett
Gulkronad barbett (Psilopogon henricii) är en fågel i familjen asiatiska barbetter inom ordningen hackspettartade fåglar.

## Utseende och läte
Gulkronad barbett är en vacker, mjukt färgad barbett med puderblå strupe, en mörk ”maskaramask” runt ögat och bjärt gult på panna och ögonbrynsstreck. Svårare att se är blått på hjässan och röda spår på nacken. Sången består av en serie ihåliga ekande knackningar, ofta följda av en snabbt accelererande drill.

## Utbredning och systematik
Gulkronad barbett förekommer i Sydöstasien. Den delas in i två underarter med följande utbredning:
- Psilopogon henricii henricii – förekommer från södra Thailand till Malackahalvön och Sumatra
- Psilopogon henricii brachyrhyncha – förekommer på Borneo

### Släktestillhörighet
Arten placerades tidigare liksom de allra flesta asiatiska barbetter i släktet Megalaima, men DNA-studier visar att eldtofsbarbetten (Psilopogon pyrolophus) är en del av Megalaima. Eftersom Psilopogon har prioritet före Megalaima, det vill säga namngavs före, inkluderas numera det senare släktet i det förra.

## Status och hot
Arten har ett stort utbredningsområde, men tros minska i antal, dock inte tillräckligt kraftigt för att den ska betraktas som hotad. Internationella naturvårdsunionen IUCN listar arten som nära hotad (LC).

## Namn
Fågelns vetenskapliga artnamn hedrar Heinrich Kühn (1860-1906), tysk upptäcktsresande och samlare av specimen i Ostindien.